# Jean Lenert
Jean Lenert  (* 26. Juni 1937 in Metz; † 12. Juli 2023 in Lyon) war ein französischer Violinist.

## Biografie
Als einer der ersten Violinisten, der dem Orchestre de Paris beigetreten ist, wurde Jean Lenert mit dem Titel des C.A. 1. Grades Ausbilder. Er war verantwortlich für das Certificat d’Aptitude (= Befähigungsnachweis) (CA) im Ministerium. Er unterrichtete am Conservatoire Supérieur, in der Schola Cantorum und im CNSM de Paris sowie am Consertoire de Lyon. Er war Mitglied der Camerata de France, bevor er als Chefdirigent des Orchestre français des jeunes berufen wurde. Lenert gab Konzerte und Meisterklassen in Frankreich und anderen Ländern wie China, Japan, Finnland, Russland. Er war Jury-Mitglied zahlreicher großer internationaler Wettbewerbe und wurde 2002 mit dem Orden Chevalier de l’ordre national du mérite ausgezeichnet.

## Bibliografie
Lenert hat das dreibändige L’ABC du jeune violoniste verfasst. Er war beteiligt an 10 ans avec le violon, herausgegeben von Cité de la Musique. Das Buch enthält eine kommentierte Liste von Stücken für Violine, die für die ersten zehn Jahre der Ausbildung eines Geigers geeignet sind.
- L’ABC du jeune violoniste (L’Ecole du violon. 1.) Billaudot, Paris 1997. OCLC 659024528
- L’ABC du jeune violoniste (L’Ecole du violon. 2.) Billaudot, Paris 1997. OCLC 658987506
- mit Pierre Doukan: L’ABC du jeune violoniste (L’Ecole du violon. 3.)) Billaudot, Paris 1997. OCLC 658508466
- mit Pierre Doukan, Nicolas Fromageot: 10 ans avec le violon. Cité de la musique. Paris 1996. ISBN 2-906460-47-8[4]
- mit Genevieve Auvray: L’ABC du jeune Altiste. (Collection Viola di braccio. 1.) Billaudot, Paris 1991. OCLC 658486879
- mit Genevieve Auvray: L’ABC du jeune Altiste. (Collection Viola di braccio. 2.)  Billaudot, Paris 1991. OCLC 658486947

## Schüler
- Diego Tosi[5]
- Antoine Morales[6]